# Raúl Barrios Ortiz
Raúl Antolín Barrios Ortiz (Ovalle, 2 de septiembre de 1908-Santiago 21 de septiembre de 1968) fue un médico cirujano y político chileno, que se desempeñó como ministro de Estado de su país, durante el segundo gobierno del presidente Carlos Ibáñez del Campo.

## Familia y estudios
Nació en la comuna chilena de Ovalle el 2 de septiembre de 1908, hijo de Samuel Barrios y María Ortiz. Realizó sus estudios primarios y secundarios en el Liceo de Ovalle. Continuó los superiores en la Escuela de Medicina de la Universidad de Chile, titulándose en 1934, con la tesis Contribución al estudio de la astrodesis en las coxalgias. Luego, cursó especialidades en pediatría, fonoaudiología y laringología.
Se casó en Santiago de Chile el 22 de diciembre de 1954 con la descendiente alemana Olimpia Schneider Moenne Loccoz. Contrajo segundas nupcias con María Teresa Gellona.

## Carrera profesional y política
Inicio a ejercer su profesión en Santiago, como médico especialista del Hospital Clínico San Borja Arriarán. En 1935, se incorporó al Departamento de Sanidad Escolar del Ministerio de Salubridad Pública, desempeñándose como médico jefe del Servicio de Oídos y jefe del Servicio de Fonoatría. También, trabajó como especialista de la Fuerza Aérea (FACh) en el Departamento de Sanidad del mismo ministerio. Por otra parte, ocupó el cargo de director y secretario de la Federación de Médicos de Hospitales de Chile. En 1941, viajó a Buenos Aires, Argentina, comisionado por el gobierno de Chile para el estudio de la fonoaudiología y su especialidad.
Sin afiliación política, durante la segunda administración del presidente Carlos Ibáñez del Campo, el 30 de mayo de 1955 fue nombrado como titular del Ministerio de Salud Pública y Previsión Social, función que dejó el 4 de julio de 1956. Entre los días 9 y 18 de julio de 1957, volvió a encabezar la repartición gubernamental, pero de manera subrogante (s) producto de la renuncia de Roberto Muñoz Urrutia. Simultáneamente, el 24 de mayo de 1956, fue nombrado como titular del Ministerio del Trabajo, puesto que ostentó hasta el 3 de noviembre de 1958, fecha en que finalizó el gobierno ibañista.
Fue miembro de la Sociedad de Otorrinología de Chile, del Club Deportivo Universitario, del Automóvil Club y del Club de Yates de Chile. Falleció en Santiago el 21 de septiembre de 1968, a los 60 años.